# Manuel Arburúa
Manuel Arburúa de la Miyar (Madrid, 28 de septiembre de 1902 - Madrid, 17 de diciembre de 1981) fue un político español de la dictadura franquista. 

## Biografía
De familia de ascendencia vasca y asturiana, era hijo de Manuel Arburúa Dorronsoro, empleado de la Compañía de Ferrocarriles del Sur que abrió una taberna en la calle Infantas 25 de Madrid, y de su esposa Amalia de la Miyar López. 
Estudió en el Liceo Francés de Madrid y luego profesor mercantil. Su primer desempeño profesional importante, fue como director de cambios del Banco Exterior de España y, más tarde, director del Centro de Contratación de Moneda, desde la fundación de este instituto en 1931. 
La guerra civil española le sorprendió en Madrid, de donde pasó a la zona sublevada, en la que ejerció como asesor del general Franco en temas monetarios y uno de sus principales hombres de confianza en el ámbito financiero.
En la posguerra, Arburúa fue nombrado subsecretario de Comercio, Política Arancelaria y Moneda en la que desarrolló una importante política de estabilización de la peseta, de obtención de divisas y de aumento de las exportaciones en un momento particularmente difícil para la economía española.[cita requerida]
En 1942 fue designado director del Banco Exterior de España, cargo que ocupó hasta ser nombrado por el dictador, ministro de Comercio en 1951. En esa labor realizó una intensa labor aperturista que sentaba las bases de abandono de la autarquía tradicional del régimen. Más en concreto fomentó la libre utilización de divisas, el abandono de la cartilla de razonamiento y la intensificación de las relaciones con Estados Unidos, con quien firmó el primer acuerdo de cooperación comercial. 
Al cesar en el ministerio en 1957 volvió al Banco Exterior como presidente, cargo que ostentó hasta 1980. 
Fue un ministro aperturista en lo económico, que marcó los primeros pasos en la liberalización de la economía española y en la apertura a un mayor intercambio del comercio exterior. Fue gran-cruz de la Real y Distinguida Orden Española de Carlos III.
Aficionado al coleccionismo de arte, reunió pinturas tan relevantes como la Crucifixión de Juan de Flandes (ahora en el Museo del Prado) y una Anunciación de Pedro Berruguete, en préstamo en el Museo de Bellas Artes de Bilbao desde mayo de 2025.

## Matrimonio y descendencia
De su matrimonio en 1935 con María del Pilar Aspiunza Sánchez-Lozano, hija del jugador del Real Madrid José Aspiunza y nieta materna del ingeniero Rafael Sánchez Lozano, fallecida en Madrid en 8 de diciembre de 2001, tuvo un hijo y tres hijas: 
- José Manuel Arburúa Aspiunza (1936-Madrid, 10 de febrero de 2023), casado con María Isabel Gómez-Acebo y Villapellecín (n. 1945), V marquesa de Cortina
- María del Pilar Arburúa Aspiunza, casada con José Lladó
- Silvia Arburúa Aspiunza, casada con Marcelino Oreja Aguirre, I marqués de Oreja
- Patricia Arburúa Aspiunza, casada con Ignacio Domínguez Urquijo